# Bakerův ostrov
Bakerův ostrov, anglicky Baker Island, je neobydlený atol nedaleko rovníku uprostřed Tichého oceánu, asi 3100 km jihozápadně od Honolulu. Leží zhruba v polovině cesty z Austrálie na Havaj. Jeho nejbližším sousedem je Howlandův ostrov, který leží asi 70 km na sever. Relativně nedaleko (několik set kilometrů na jihovýchod, jih a jihozápad) se také nachází souostroví Kiribati.
Bakerův ostrov patří mezi tzv. nezačleněná území Spojených států amerických, pro statistické účely se ostrov zařazuje pod Menší odlehlé ostrovy USA. Dříve se také jmenoval New Nantucket nebo Phoebe Island.
Celý ostrov patří spolu s okolními 123 km² mořského dna pod přírodní rezervaci Baker Island National Wildlife Refuge, spravovanou U.S. Fish and Wildlife Service pod americkým ministerstvem vnitra.
Obranu ostrova mají na starosti Spojené státy. Přestože je neobydlený, každoročně ostrov navštěvují zaměstnanci U.S. Fish and Wildlife Service.

## Dějiny
V roce 1832 ostrov spatřil americký námořník, kapitán Michael Baker, jehož jméno dnes ostrov nese.
Spojené státy se přihlásily k vlastnictví ostrova v roce 1857 na základě zákona o guánových ostrovech přijatého 1856. Mezi lety 1886 a 1934 byl Bakerův ostrov britským zámořským územím. Jeho zásoby guana dolovaly americké a britské firmy ve druhé polovině 19. století. V roce 1935 došlo ke krátkému pokusu o kolonizaci Bakerova a sousedního Howlandova ostrova. Byla založena osada Meyerton se čtyřmi americkými obyvateli. Ti byli evakuování v roce 1942 po japonských vzdušných a námořních útocích. Během druhé světové války byl ostrov obsazen americkou armádou.
Po válce zůstal ostrov neobydlený. Vstup na něj je dovolen jen na zvláštní povolení amerického úřadu pro ryby a zvěř, které se obvykle vydává jen vědcům a výzkumníkům.

## Geografie

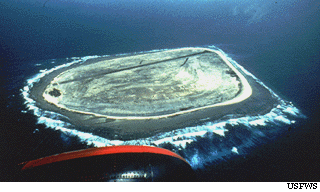
Letecký pohled na Bakerův ostrov

Bakerův ostrov leží nedaleko od rovníku, má rozlohu 1,64 km² (405 akrů) a délku pobřeží 4,8 km. Klima je rovníkové, s málo srážkami, stálým větrem a pálícím sluncem. Terén je nízký a písčitý: korálový ostrov obklopený úzkým zřaseným útesem, se sníženou centrální oblastí. Nejvyšší bod leží 8 m nad hladinou moře.
Na ostrově nejsou přirozené zdroje pitné vody. Nerostou zde stromy, sporá vegetace sestává z trávy a plazivých keřů. Jsou zde roztroušené zříceniny, hřbitov a zbytky staveb z někdejší osady se nacházejí nedaleko západního pobřeží. Ostrov je hnízdištěm mořských ptáků a vodního živočišstva.
Spojené státy si nárokují exkluzivní ekonomickou zónu 200 námořních mil (370 km) a teritoriální vody 12 námořních mil (22 km).

## Doprava

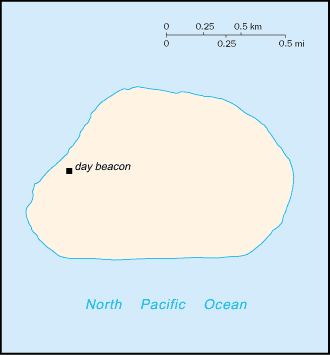
Mapa ostrova

Na ostrově nejsou přístavy, musí se kotvit dál od pobřeží. Na západním pobřeží mohou přistávat čluny. Opuštěná přistávací dráha z války, 1665 m dlouhá, je pokrytá vegetací a nepoužitelná.